# Service technique des constructions navales
Le Service technique des constructions navales était un organisme de la Marine nationale française, chargé de la conception des navires de surface et sous-marins de la marine. 

## Historique
La Section technique des constructions navales (STCN) est créée par décret le 9 juillet 1895, et modifiée le 7 novembre 1895. La modification apportée par le ministre de la Marine Édouard Lockroy rattache le service à la Direction du matériel de son ministère, à la place de l'Inspection générale du Génie maritime, organe d’exécution. Le rôle du STCN était de concevoir les bateaux et de vérifier les plans transmis par les ingénieurs des arsenaux et de l’industrie privée. La direction est confiée à Émile Bertin.
Il a changé plusieurs fois dans son histoire d'appellation :
- Service technique des constructions navales (STCN)
- Service technique des constructions et armes navales (STCAN)[3]
- Service des programmes navals (SPN)

Rattaché successivement :
- 1895 : Direction du matériel, du ministère de la Marine ;
- 1947 : Direction centrale des constructions et armes navales (DCCAN), relevant de la Marine nationale ;
- 1965 : Direction technique des constructions navales (DTCN)[4], relevant de la Délégation ministérielle pour l’Armement ;
- 14 mai 1986 : Direction des constructions navales (DCN) ;
- 1997 : Direction des systèmes d'armes (DSA), de la Direction générale de l'Armement.

En 2004, le Service des programmes navals est implanté à Toulon, tandis que les installations d'essais parisiennes deviennent le centre DGA Techniques hydrodynamiques. Le regroupement des sites toulonnais du SPN et du Centre technique des systèmes navals, ainsi que le Groupe d'études sous-marines de l'Atlantique à Brest, conduit à la création du pôle DGA techniques navales.

## Chefs du service
- 1895 : Émile Bertin
- 1911 : ingénieur général du génie maritime Charles Doyère (1858-1929)[7].
- 1936 : ingénieur général Henri Charpentier[8].
- ca 1946 : IG Paoli
- ca 1953 : IG Schennberg

## Siège
À partir de 1906, le STCN s'installe au Laboratoire de la Marine dans le 15e arrondissement de Paris. Le bâtiment Perret, dessiné par les architectes Auguste et Gustave Perret datant de 1932 est situé à l'angle du boulevard Victor et l'avenue de la Porte-de-Sèvres. Une partie des installations ont été intégrées à l'Hexagone Balard au début du XXIe siècle.

## Articles contextes
- Section technique de l'aéronautique
- Section technique de l'artillerie